# Glenwood Springs
Glenwood Springs è un centro abitato (city) degli Stati Uniti d'America, capoluogo di contea della contea di Garfield dello Stato del Colorado. Nel censimento del 2000 la popolazione era di 7.736 abitanti.

## Geografia fisica
Secondo i rilevamenti dell'United States Census Bureau, Glenwood Springs si estende su una superficie di 12,5 km².